# 305953 Josiedubey
305953 Josiedubey è un asteroide della fascia principale. Scoperto nel 2009, presenta un'orbita caratterizzata da un semiasse maggiore pari a 2,7562765 UA e da un'eccentricità di 0,1490865, inclinata di 12,79797° rispetto all'eclittica.